# Aethomys granti
Aethomys granti — вид мишоподібних гризунів родини мишеві (Muridae). Вид поширений у Південно-Африканській Республіці. Мешкає у тропічних та субтропічних вологих саванах та скелястих місцевостях. Тіло сягає 93-125 мм завдовжки, хвіст — 96-138 мм.